# Atomic Kitten
Atomic Kitten is een popgroep uit Liverpool, Verenigd Koninkrijk, bestaande uit Liz McClarnon, Suzie Mac en Leah O'Connor. Ze bestonden tussen 1998 en 2008 en begonnen in 2012 met een comeback.

## Biografie

### 1998–1999: beginperiode
De band werd in 1998 door Andy McCluskey van Orchestral Manoeuvres in the Dark opgericht en bestond uit de zangeressen Elizabeth McClarnon, Kerry Katona en Heidi Range (later lid van de Sugababes). Andy richtte zich op het schrijven van de liedjes en de muziek. De band werd eerst Honeyhead genoemd, maar dat werd gewijzigd in Automatic Kittens en afgekort tot Atomic Kitten. Toen Heidi Range in 1999 de band verliet, werd zij vervangen door Natasha Hamilton.

### 1999–2004: doorbraak
In 1999 bracht Atomic Kitten met Right Now een eerste single uit. Deze behaalde de tiende plaats in het Verenigd Koninkrijk. In 2000 volgden de singles See Ya, I Want Your Love en Follow Me. Tevens verscheen dat jaar het debuutalbum dat dezelfde titel droeg als de eerste single: Right Now. Omdat de verkoop van het album tegenviel en ook de singles van Atomic Kitten lauwtjes ontvangen werden, stond de groep aan het einde van dat jaar op het punt om door hun platenlabel aan de kant geschoven te worden. Toch werd er in januari 2001 nog een laatste gooi naar succes gedaan met de release van de single Whole Again. Dit werd Atomic Kittens eerste nummer 1-hit in Engeland. In het liedje en de video van de single deed oorspronkelijk groepslid Kerry Katona mee, maar zij had net daarvoor de band verlaten vanwege een zwangerschap en was intussen vervangen door Jenny Frost. 
Het succes van het nummer was dusdanig dat er besloten werd de video opnieuw op te nemen en ook buiten Groot-Brittannië uit te brengen. In de zomer van dat jaar had Atomic Kitten ook in Nederland een nummer 1-hit met Whole Again. De volgende single, Eternal Flame, een coverversie van de hit uit 1988 van The Bangles, verscheen in juli van dat jaar en werd ook een hit. De groep scoorde er haar tweede nummer 1-notering in het Verenigd Koninkrijk mee. Intussen was er ook een nieuwe versie van het album Right Now verschenen, waarop ook Eternal Flame te horen was. 
Eind 2001 werd ook nog de single You Are uitgebracht, al was deze wel minder succesvol als de voorgaande singles. Atomic Kitten was intussen begonnen met het opnemen van een geheel nieuw album dat in september 2002 verscheen onder de titel Feels So Good. De video voor It's Ok!, de eerste single, werd in Zuid-Afrika opgenomen. Het nummer Tide Is High (Get The Feeling), een cover van een hit uit 1980 van Blondie (het oorspronkelijke nummer kwam uit 1965, van The Paragons) verscheen in augustus van 2002 en werd opnieuw een groot succes voor de groep, waaronder een nummer 1-notering in het Verenigd Koninkrijk. In november van dat jaar verscheen er een single met dubbele A-kant: Be With You/The Last Goodbye. Wederom was dit een groot succes voor de groep. Eind 2003 verscheen het derde album Ladies Night met daarop de succesvolle single If You Come To Me.
Op 23 januari 2004 besloot Hamilton het rustig aan te gaan doen en een tijdje niet in de schijnwerpers te staan, omdat het combineren van de band met haar privéleven te veel voor haar werd en ze meer tijd met haar zoon wilde doorbrengen, die in de zomer van 2002 geboren was. Er werd niet officieel verkondigd dat ze uit de band stapte of dat Atomic Kitten stopte, maar de groep nam geen platen meer op. Wel verscheen er dat jaar nog het verzamelalbum The Greatest Hits.

### 2005–2008: gastoptredens
Na hun break in 2004 werd er in Groot-Brittannië niettemin nog meer singles uitgebracht, re-releases van Cradle 2005 (2005), All Together Now (2006) en Anyone Who Had a Heart (2008). Ook stond Atomic Kitten in 2005 met (I Wanna Be) Like Other Girls op de soundtrack van Disneys Mulan II. In december van 2006 stond de groep op The Nokia New Year's Eve Music Festival in Hongkong. De drie meiden zouden vanaf januari 2007 weer optreden en weer de studio induiken voor nieuw materiaal voor een vierde studioalbum. In april 2007 zou er een nieuwe single uitkomen, namelijk Nothing In The World. Deze staat ook op het album Ladies Night, maar zou opnieuw worden ingezongen. Later werd deze comeback geannuleerd. In januari van 2008 stond Atomic Kitten op The Number One Project in Liverpool. Hierna besloten de drie dames het toch voor gezien te houden en zeiden dat ze dat ze geen mediaoptredens meer zouden doen.

### 2012–2017: reünie
In maart van 2012 zei Hamilton dat de groep opnieuw zou samen komen voor een nieuwe tournee, een nieuw studioalbum en dat ze in gesprek waren voor een eigen realityshow omtrent hun comeback. Hamilton hoopte ook dat Kerry Katona zich bij de drie dames zou voegen. Hoewel Katona meteen toehapte ging de reünie niet door in verband met ruzies tussen Katona en Frost. Uiteindelijk werd er in oktober van datzelfde jaar bekendgemaakt dat Atomic Kitten een van de zes popgroepen is dat te zien zal zijn in The Big Reunion. Hierin gaan zes bekende popgroepen aan hun comeback werken. Naast Atomic kitten doen ook B*Witched, Five, 911, Honeyz en Liberty X mee. Atomic Kitten zal tijdens de comeback bestaan uit Liz McClarnon, Natasha Hamilton en komt Kerry Katona in de plaats voor Jenny Frost. Frost werd weer vervangen door Katona in verband haar zwangerschap. Hamilton en McClarnon hopen dat Frost de overige drie meiden komen vergezellen als zij er weer klaar voor is. Dit gebeurde uiteindelijk niet.
De drie meiden blijven optreden, maar er komt geen nieuw materiaal uit. Vanaf augustus 2016 maakt Michelle Heaton ook deel uit van de band. Dit om McClarnon te vervangen tijdens buitenlandse optredens. McClarnon heeft door de jaren heen een vliegangst ontwikkeld en durft niet meer te vliegen.
In november 2017 werd Katona uit de groep gezet, nadat zij blijkbaar meermaals met Michelle Heaton en Pop Idol finalist Zoe Birkett onder de naam Atomic Kitten optraden zonder dat Hamilton en McClarnon hiervan op de hoogte waren. Hierna haalden Hamilton en Katona elkaar naar beneden in de media, al ontkende Hamilton dat dit de reden was dat Katona uit de groep was gezet. Ook Heaton zal vanaf dan niet meer optreden tijdens buitenlandse optredens.

### 2017–2024: doorstart
Na vertrek van Katona besloten Hamilton en McClarnon een kleine pauze in te lassen om in de zomer van 2018 weer te gaan optreden. Beide dames hebben tot dan tijd voor hun soloactiviteiten, omdat ze beide in het theater staan vanaf het najaar van 2017 tot de zomer van 2018. In tussentijd hebben ze ook tijd om een geschikte opvolger van Katona te vinden. Die vonden ze uiteindelijk (nog) niet en treden ze sinds de zomer van 2018 met z'n tweeën als een duo op.
De groep zou in het voorjaar van 2020 weer beginnen met optreden, maar moesten alles annuleren door de coronapandemie. In juli 2021 brachten ze hun single Whole Again opnieuw uit, aangepast voor de halve finale van het Europees voetbalkampioenschap dat jaar. Jenny Frost maakte hiermee ook haar officiële comeback bij de groep, nadat er al ruim een jaar gespeculeerd werd of ze nu wel of niet terug in de groep was. Frost, die op Ibiza woont, zal niet aanwezig zijn tijdens kleinere optredens, maar voor grotere shows komt ze overvliegen naar Engeland. Ondanks speculaties zit er geen nieuwe muziek aan de comeback verbonden. 'We hebben het nog veel te leuk met het zingen van onze oude songs. Gewoon lol maken, daar gaat het ons om', aldus McClarnon.
In het najaar van 2022 zou de groep met Blue gaan touren door het Verenigd Koninkrijk, maar door onbekende redenen gingen ze uiteindelijk niet mee op tour.
Ondanks dat Frost was aangekondigd als full time member, trad ze na de aankondig niet op met de groep. Ze bleef tot juni 2024 op de socials van de groep het gezicht. De twee andere Kittens bleven ondertussen en daarna als duo optreden.
In oktober 2024 verliet Hamilton de groep op zich te focussen op haar solocarrière. 

### 2024–: Nieuwe line-up
Na het vertrek van Hamilton, liet McClarnon weten dat zij tijdens optredens gaat ondersteund worden door Suzie Mac en Leah O'Connor voor de backings en harmonieën. Eerder dat jaar trad McClarnon al met de twee dames op als "Atomic Kitten Liz". Nog niet duidelijk is onder welk naam het drietal verder gaat optreden, maar hun act zou in teken staan van Atomic Kitten.

## Leden
- Liz McClarnon (1998–2008, 2012–2016, 2017–)
- Suzie Mac (2024–)
- Leah O'Connor (2024–)

- Kerry Katona (1998–2001, 2012–2017)
- Heidi Range (1998–1999)
- Natasha Hamilton (1999–2008, 2012–2024)
- Jenny Frost (2001–2008, 2021–2024)
- Michelle Heaton (2016–2017)

### Overzicht leden
| Atomic Kitten | Atomic Kitten                       | '98 | '99 | '00 | '01 | '02 | '03 | '04 | '05 | '06 | '07 | '08 | '09 | '10 | '11 | '12 | '13 | '14 | '15 | '16 | '17 | '18 | '19 | '20 | '21 | '22 | '23 | '24 |
| ------------- | ----------------------------------- | --- | --- | --- | --- | --- | --- | --- | --- | --- | --- | --- | --- | --- | --- | --- | --- | --- | --- | --- | --- | --- | --- | --- | --- | --- | --- | --- |
|               | Heidi Range (1998–1999)             |     |     |     |     |     |     |     |     |     |     |     |     |     |     |     |     |     |     |     |     |     |     |     |     |     |     |     |
|               | Kerry Katona (1998–2001; 2012–2017) |     |     |     |     |     |     |     |     |     |     |     |     |     |     |     |     |     |     |     |     |     |     |     |     |     |     |     |
|               | Liz McClarnon (1998–)               |     |     |     |     |     |     |     |     |     |     |     |     |     |     |     |     |     |     |     |     |     |     |     |     |     |     |     |
|               | Natasha Hamilton (1999–)            |     |     |     |     |     |     |     |     |     |     |     |     |     |     |     |     |     |     |     |     |     |     |     |     |     |     |     |
|               | Jenny Frost (2001–2008; 2021–2024)  |     |     |     |     |     |     |     |     |     |     |     |     |     |     |     |     |     |     |     |     |     |     |     |     |     |     |     |

## Discografie

### Albums
| Album met eventuele hitnotering(en) in de Nederlandse Album Top 100 | Datum van verschijnen | Datum van binnenkomst | Hoogste positie | Aantal weken | Opmerkingen |
| ------------------------------------------------------------------- | --------------------- | --------------------- | --------------- | ------------ | ----------- |
| Right Now                                                           | 2001                  | 09-06-2001            | 44              | 17           |             |
| Feels So Good                                                       | 2002                  | 14-09-2002            | 6               | 40           |             |
| Ladies Night                                                        | 2003                  | 15-11-2003            | 24              | 17           |             |
| The Greatest Hits                                                   | 2004                  | 24-04-2004            | 35              | 7            |             |

| Album met hitnotering(en) in de Vlaamse Ultratop 200 albums | Datum van verschijnen | Datum van binnenkomst | Hoogste positie | Aantal weken | Opmerkingen |
| ----------------------------------------------------------- | --------------------- | --------------------- | --------------- | ------------ | ----------- |
| Right Now                                                   | 2001                  | 25-08-2001            | 8               | 19           |             |
| Feel So Good                                                | 2002                  | 21-09-2002            | 12              | 9            |             |
| Ladies Night                                                | 2003                  | 29-11-2003            | 71              | 2            |             |
| The Greatest Hits                                           | 2004                  | 24-04-2004            | 63              | 4            |             |

### Singles
| Single met eventuele hitnotering(en) in de Nederlandse Top 40 | Datum van verschijnen | Datum van binnenkomst | Hoogste positie | Aantal weken | Opmerkingen                |
| ------------------------------------------------------------- | --------------------- | --------------------- | --------------- | ------------ | -------------------------- |
| Right now                                                     | 1999                  |                       |                 |              |                            |
| See ya                                                        | 2000                  |                       |                 |              |                            |
| I want your love                                              | 2000                  |                       |                 |              |                            |
| Follow me                                                     | 2000                  |                       |                 |              |                            |
| Whole again                                                   | 2001                  | 01-04-2001            | 1(1wk)          | 19           | Nr. 1 in de Single Top 100 |
| Eternal Flame                                                 | 2001                  | 11-08-2001            | 9               | 9            |                            |
| You are                                                       | 2001                  | 09-12-2001            | 31              | 4            |                            |
| It's OK!                                                      | 2002                  | 31-05-2002            | 21              | 6            |                            |
| The Tide Is High (Get the Feeling)                            | 2002                  | 31-08-2002            | 3               | 17           | Alarmschijf                |
| The last goodbye                                              | 2002                  | 13-12-2002            | 13              | 9            |                            |
| Be with you                                                   | 2003                  | 21-03-2003            | 27              | 5            |                            |
| Love doesn't have to hurt                                     | 2003                  | 31-03-2003            | tip4            | -            |                            |
| If you come to me                                             | 2003                  | 07-11-2003            | 15              | 6            |                            |
| Ladies night                                                  | 2004                  | 28-01-2004            | 15              | 4            |                            |
| Right now 2004/ Someone like me                               | 24-3-2004             |                       |                 |              |                            |
| Cradle 2005                                                   | 2005                  |                       |                 |              |                            |
| All together now                                              | 2007                  |                       |                 |              |                            |
| Anyone who had a heart                                        | 2008                  |                       |                 |              |                            |

| Single met hitnotering(en) in de Vlaamse Ultratop 50 | Datum van verschijnen | Datum van binnenkomst | Hoogste positie | Aantal weken | Opmerkingen |
| ---------------------------------------------------- | --------------------- | --------------------- | --------------- | ------------ | ----------- |
| Right now                                            | 2000                  | 05-02-2000            | 17              | 8            |             |
| Whole again                                          | 2001                  | 31-03-2001            | 4               | 14           |             |
| Eternal flame                                        | 2001                  | 11-08-2001            | 1(1wk)          | 16           |             |
| You are                                              | 2001                  | 17-11-2001            | 24              | 11           |             |
| It's OK!                                             | 2002                  | 01-06-2002            | 33              | 8            |             |
| The tide is high (Get the feeling)                   | 2002                  | 07-09-2002            | 5               | 14           |             |
| The last goodbye                                     | 2003                  | 04-01-2003            | 33              | 5            |             |
| Be with you                                          | 2003                  | 08-03-2003            | 29              | 5            |             |
| If you come to me                                    | 2003                  | 08-11-2003            | 26              | 6            |             |
| Ladies night                                         | 2004                  | 17-01-2004            | 18              | 9            |             |
| Right now 2004/ Someone like me                      | 2004                  | 24-04-2004            | tip8            | -            |             |

### NPO Radio 2 Top 2000
| Nummer met noteringen in de NPO Radio 2 Top 2000 | '06  | '07  |
| ------------------------------------------------ | ---- | ---- |
| Whole again                                      | 1960 | 1817 |

1. ↑  Een vetgedrukt getal geeft de hoogste notering aan.
2. ↑  2006 was het eerste jaar met een notering voor dit nummer.
3. ↑  Deze tabel is bijgewerkt tot en met de laatste editie (2024).